# Ahethotep Hemi
Ahethotep Hemi ókori egyiptomi vezír volt a V. dinasztia végén, nagy valószínűséggel Unisz uralkodása alatt. Vezíri címe mellett a kincstár elöljárója, a királyi dokumentumok írnokainak elöljárója és a király kettős magtárának felügyelője is volt.
Főleg masztabasírjából ismert, amely nem messze található Unisz piramisától. A sírt, melyet később egy Nebkauher nevű hivatalnok kisajátított, Szelim Hasszán tárta fel; több helyen nehéz eldönteni, melyik, a sírban szereplő cím melyik hivatalnoké.

## Fordítás
- Ez a szócikk részben vagy egészben  az   Akhethotep Hemi című angol Wikipédia-szócikk ezen változatának fordításán alapul.  Az eredeti cikk szerkesztőit annak laptörténete sorolja fel. Ez a jelzés csupán a megfogalmazás eredetét és a szerzői jogokat jelzi, nem szolgál a cikkben szereplő információk forrásmegjelöléseként.